# Visa Debit
Visa Debit — основний бренд дебетових карток, що випускаються VISA в безлічі країн у всьому світі. Картки випускаються численними великими банками, а також використовуються безліччю малих банків та ощадних кас.

## Ринкова конкуренція
На ринку дебетових карток прямими конкурентами Visa Debit є дебетові картки Maestro і Debit MasterCard.